# Rupert Buchberger
Rupert Buchberger (geboren am 2. Januar 1928 in Krottendorf, Steiermark; gestorben am 30. Januar 1994) war ein österreichischer Politiker (ÖVP) und Landwirt.

## Leben
Rupert Buchberger wurde als erstes von insgesamt drei Kindern der Landwirte Rupert und Rosa Buchberger geboren. Nach dem Abschluss der Pflichtschulen in Weizberg absolvierte Rupert Buchberger die Bäuerliche Berufsschule in Weiz und besuchte Lehrgänge im Volksbildungsheim Graschnitz und an der Badischen Bauernschule in Waldshut-Tiengen. Buchberger begann seine politische Karriere im Jahr 1954 als Kammerrat der Kammer für Land- und Forstwirtschaft. Im Jahr 1961 übernahm er den auf Getreide- und Obstbau spezialisierten Bauernhof seiner Eltern.
Vom 19. April 1963 bis zum 18. Oktober 1991 gehörte Rupert Buchberger dem steiermärkischen Landtag als Landtagsabgeordneter an. Dabei war er Mitglied in zahlreichen Ausschüssen, darunter für 21 Jahre des Landwirtschafts-Ausschusses. Von 1970 und 1989 war er zudem Bürgermeister der Gemeinde Krottendorf bei Weiz. Von 1971 bis 1989 war er Vorstandsmitglied des Raiffeisenverbandes. Ab 1971 war Buchberger Obmannstellvertreter des Steirischen Bauernbundes, dem er von 1984 bis 1989 auch als Obmann vorstand. Ab 1972 war er auch Vizepräsident der Landeskammer, ehe er bei dieser von 1980 bis 1989 als Präsident wirkte. Von 1980 bis 1986 war er Vizepräsident der Präsidentenkonferenz der Landwirtschaftskammern. Im Jahr 1982 wurde ihm der Berufstitel Ökonomierat verliehen. In den Jahren 1985/86 war er zudem Vizepräsident des Österreichischen Bauernbundes. Ab 1989 war Buchberger Obmann des Raiffeisenverbandes, wobei er diese Funktion bis zu seinem Tod innehatte. Buchberger arbeitete auch als Anwalt für die landwirtschaftlichen Genossenschaften.
Buchberger wurde 1993 für seine Verdienste um das Land Steiermark das Große Goldene Ehrenzeichen des Landes Steiermark mit Stern verliehen.